# Kisida
Kisida (szlovákul: Malá Ida) község Szlovákiában, a Kassai kerület Kassa-környéki járásában.

## Fekvése
Kassától 8 km-re, délnyugatra fekszik.

## Nevének eredete
A település az Ida-patakról kapta a nevét, melynek előtagja Nagyidától különbözteti meg.

## Története
1247-ben említik először az Aba nemzetség birtokaként. Birtokosa, az Aba nembeli György fia Péter ekkor adja el Mátyás szepesi prépostnak az Ida-pataktól keletre, annak bal partján fekvő földet és erdőt. Ezt a földet foglalja el Pósa, a Baska család őse, majd ítélet révén újra visszakapja a szepesi prépost. Ezután több birtokosa is volt. 1280-ban „Fel Ida” néven említik. Ekkor az Aba nembeli Amadé ágból származó Dávis és fiai Péter, Finta és Amadé tulajdona. Ezután a szintén Aba nembeli Csurka család a birtokában áll.
1324-ben szerepel először mai nevén „Kwsyda” alakban. Temploma 1332-ben már állt, akkor említik Demeter nevű papját is. 1347-ben torony nélküli templomot említenek itt. A Csurkák a 14. század második felében is megtartották birtokukat. 1367-ben Tamás fia Péter mester, Csurka István unokája a falu birtokosa, csakúgy mint 1379-ben. 1406-ban ér véget a család uralma, amikor Garai Miklós nádor a szepesi káptalannak elővásárlási jogot ítél a településre. 1427-ben 28 portát számláltak a faluban, 1553-ban már csak hetet. 1560-ban és 1568-ban a lakosok többsége még magyar nevű volt. Egy 1696-os összeírásban azonban már számos szlovák név is szerepel. Ezután a lakosok száma ismét csökken. 1715-ben hét, 1720-ban tíz család élt a faluban. Ezután főként szlovák lakosokkal népesült be újra és 1773-ban már szlovák többségű falunak számított.
A 18. század végén Vályi András így ír róla: „Kis Ida. Elegyes falu Abaúj Várm. földes Ura a’ Szepesi Káptalanbéli Uraság, lakosai katolikusok, fekszik Kassához nem meszsze, határja jó, réttyeinek 2/3 részét a’ víz rongállya.”
Fényes Elek 1851-ben kiadott geográfiai szótárában így ír a faluról: „Kis-Ida, tót falu, Abauj vmegyében, a szomolnoki országutban: 368 kath., 2 ref. lak. Serház. Derék erdő. F. u. a szepesi káptalan.”
Borovszky Samu monográfiasorozatának Abaúj-Torna vármegyét tárgyaló része szerint: „Közel ide nyugatra találjuk Kis-Ida községet, körjegyzőséggel, 48 házzal, 356 tót lakossal. Postája Buzinka, távirója N.-Ida.”
A trianoni diktátumig Abaúj-Torna vármegye Kassai járásához tartozott, majd az új Csehszlovák államhoz csatolták. 1938 és 1945 között ismét Magyarország része.

## Népessége
| Év:            | 1994. | 2004.    | 2014.    | 2024.    |
| -------------- | ----- | -------- | -------- | -------- |
| Emberek száma: | 831   | 1187     | 1477     | 2010     |
| Eltérés:       |       | +42,83 % | +24,43 % | +36,08 % |

| Év:            | 2023. | 2024.   |
| -------------- | ----- | ------- |
| Emberek száma: | 1972  | 2010    |
| Eltérés:       |       | +1,92 % |

1910-ben 437-en, többségében szlovákok lakták, jelentős magyar kisebbséggel.
2001-ben 1035 lakosából 1014 szlovák volt.
2011-ben 1420 lakosából 1297 szlovák.

## Nevezetességei
Szűz Mária tiszteletére szentelt, római katolikus temploma a 14. században már állt. 1993-ban bővítették.